# Dieter Grasedieck
Dieter Grasedieck (* 2. Juli 1945 in Gladbeck) ist ein deutscher Politiker (SPD).

## Leben
Nach der Mittleren Reife 1962 absolvierte Grasedieck eine Lehre zum Schlosser und besuchte nach deren Abschluss von 1965 bis 1968 die Ingenieurschule in Hagen. Anschließend begann er ein Studium an der RWTH Aachen, das er 1971 als Diplom-Ingenieur und mit dem ersten Staatsexamen für das Lehramt an Berufsschulen beendete. Nach Ableistung des Referendariats bestand er auch das zweite Staatsexamen und war dann als Lehrer an einer Berufsschule tätig.
Nachdem er 1979 zum stellvertretenden Schulleiter ernannt worden war, wurde er 1982 Oberstudiendirektor und leitete bis 1994 eine Berufsschule.
Dieter Grasedieck ist verheiratet.

## Politik
Grasedieck wurde 1971 Mitglied der SPD und war von 1995 bis 2001 Vorsitzender des SPD-Unterbezirks Bottrop. Von 1976 bis 2004 gehörte Grasedieck dem Rat der Stadt Bottrop an. Von 1991 bis 1992 war Grasedieck Bürgermeister der Stadt Bottrop. Von 1992 bis 1994 war er Vorsitzender der SPD-Fraktion im Stadtrat.
Von 1994 bis 2009 war Grasedieck Mitglied des Deutschen Bundestages und wurde dabei jedes Mal direkt als Abgeordneter des Wahlkreises Bottrop – Recklinghausen IV bzw. seit 2002 des Wahlkreises Bottrop – Recklinghausen III in den Bundestag gewählt. Bei der Bundestagswahl 2005 erreichte er hier 56,0 % der Erststimmen.

## Tätigkeiten in der Hochschullehre
Seit 2003 hält Grasedieck einen Lehrauftrag an der Babes-Bolyai-Universität Klausenburg, seit 2009 an der Universität/GH Duisburg-Essen, im Fach Berufspädagogik und Wirtschaftspolitik.

## Stiftungsarbeit
2013 gründete Günter Grasedieck zusammen mit seiner Ehefrau Christa eine Stiftung zur Unterstützung der Bildungsarbeit an Grundschulen in Bottrop.

## Veröffentlichungen
- Grasedieck, Dieter: Die Wissensgesellschaft des 21. Jahrhunderts erfordert Selbststeuerung - In: Neue Didaktik (2011) 1, S. 1–10 - URN: urn:nbn:de:0111-opus-74735 - DOI:10.25656/01:7473
- Grasedieck, Dieter: Das Bildungssystem Saudi-Arabiens, in: Neue Didaktik (2010) 2, 121–127.